# Бланко, Кепа
Кепа Бланко Гонсалес (или Кепа, исп. Kepa Blanco González; род. 13 января 1984[…], Марбелья, Андалусия) — испанский футболист, нападающий. Бывший игрок Севильи и ряда других испанских клубов. Дважды обладатель Кубка УЕФА.

### Клубная карьера
Кепа родился в Марбелье, провинция Малага. Воспитанный в академии Севильи, он сыграл две игры в Примере в основной команде в сезоне 2004-05 и зарекомендовал себя ценным игроком в следующие два года, но в основном игроком замены.
В сезоне 2006-07, даже после того, как он забил три года в ворота Леванте в матче открытия лиги [1] и ещё три гола в победном кампании в Кубке УЕФА, он впал в немилость у тренера и 22 января 2007 года согласился перейти в аренду в английский Вест Хэм Юнайтед до конца сезона, с возможностью последующего выкупа. Восемь дней спустя он забил на 77-й минуте, всего 70 секунд пробыв на поле к тому времени, в ворота Ливерпуля.
В июле 2007 года Кепа написал четырехлетний контракт с Хетафе, с сохранением за Севильей права приоритетного выкупа игрока в следующем сезоне. Во время своего первого сезона игрок регулярно выходил на поле в матчах Кубка УЕФА, а также забил в победной 2-0 игре с Мурсией после выхода со скамейки 21 октября, но в том же матче был удален с поля за жесткий подкат. С этого времени он редко выходил на поле, даже в матчах Кубка Испании.
5 августа 2010 года Кепа был продан в Рекреативо, а Адриан Колунга отправился в противоположном направлении в Хетафе. Он появился на поле только в 19 играх из 42 в первый сезон в клубе, будучи отпущен по истечении контракта в апреле 2012 года, не проведя в последнем сезоне ни одного матча.
Кепа перешёл в клуб третьего дивизиона Гвадалахара и в 2014 году, после одного сезона, в котором он также редко выходил на поле, а его команда вылетела, и ещё одного года без клуба, 30-летний Кепа принял решение завершить карьеру.

## Тренерская карьера
В 2014 году Кепа был назначен помощником главного тренера любительского клуба "Сан-Педро".

## Достижения
Севилья
- Кубок УЕФА: 2005/06, 2006/07
- Суперкубок УЕФА: 2006
- Обладатель Кубка Испании: 2006/07

Испания до 23
- Средиземноморские игры: 2005